# Pakši
A Pakši s.r.o. egy 1992-ben alapított szlovák tömegközlekedési magánvállalat, amely menetrend szerinti és turista buszjáratokat üzemeltet. A cég 19 autóbusszal rendelkezik:
- 18 Karosa, LC 735-ös típusú távolsági busz
- 1 MAN luxus távolsági busz.

A vállalat három irányban üzemeltet menetrend szerinti járatokat:
- Komáromból Lakszakállasra Csallóközaranyos, Nemesócsa és Tany érintésével,
- Komáromból Gútára Keszegfalva érintésével,
- Komáromból Ekelre Megyercs érintésével.